# Јаношда (Бихор)
Јаношда (рум. Ianoșda) насеље је у Румунији у округу Бихор у општини Мадараш. Oпштина се налази на надморској висини од 117 m.

## Становништво
Према подацима из 2002. године у насељу је живело 1014 становника.

### Попис2002.
| Расподела становништва по националности 2002.‍ | Расподела становништва по националности 2002.‍ | Расподела становништва по националности 2002.‍ | Расподела становништва по националности 2002.‍ | Расподела становништва по националности 2002.‍ |
| --------------------------------------------- | --------------------------------------------- | --------------------------------------------- | --------------------------------------------- | --------------------------------------------- |
|                                               |                                               |                                               |                                               |                                               |
| Румуни                                        | Румуни                                        |                                               | 958                                           | 94,5%                                         |
| Мађари                                        | Мађари                                        |                                               | 10                                            | 1,0%                                          |
| Роми                                          | Роми                                          |                                               | 46                                            | 4,5%                                          |